# Gnejusz Flawiusz
Gnejusz Flawiusz, Gnaeus Flavius (przełom IV i III wieku p.n.e.) – rzymski polityk i prawnik, autor rozpraw prawniczych, reformator prawa. Jako pierwszy ujawnił publicznie formuły aktów prawnych, skarg procesowych oraz kalendarz religijny, dotychczas znane tylko pontyfikom, przyczyniając się do demokratyzacji prawa w starożytnym Rzymie i przyspieszając jego rozwój.
Był synem wyzwoleńca. Sprawował funkcję sekretarza cenzora Appiusza Klaudiusza Ślepego, co pozwoliło mu poznać procedury prawne.
Prawo starorzymskie (ius civile, ius Quiritium) charakteryzowało się ścisłym formalizmem postępowania procesowego. Dla wniesienia, utrzymania skargi i obrony przed nią konieczne było zastosowanie wymaganych słów (certa verba) i wykonanie przy tym określonych rytuałów (gestów). Błędy powodowały przegranie procesu czy nawet niemożność jego rozpoczęcia. Znajomość formuł i działań, dającą im wyłączność interpretacji działań prawnych i decydowania o ich skuteczności, posiadali i starali się utrzymać w tajemnicy pontyfikowie (najwyżsi kapłani) wywodzący się wówczas wyłącznie z patrycjuszy, co pozwalało utrzymać patrycjuszom przewagę nad plebejuszami w walce o wpływ na rządy w państwie. Gnejusz Flawiusz (prawdopodobnie w 304 r. p.n.e.) opublikował poznaną przez siebie wiedzę dotyczącą prawa i jego procedur w dziele, które znane było później jako ius Flavianum.
Nie mniej znaczącym posunięciem Flawiusza było upublicznienie (ogłosił go na forum) religijnego kalendarza (prawdopodobnie ze wsparciem Appiusza Klaudiusza), również trzymanego w tajemnicy przez pontyfików. Pozwoliło to poznać ludowi rzymskiemu dies fasti czyli dni, w których można było dokonywać czynności procesowych.
Działania Flawiusza spowodowały jego ogromną popularność wśród plebejuszy i uzyskanie wysokich publicznych urzędów, pomimo niechęci patrycjuszy oraz niskiego urodzenia. W 304 r. p.n.e. był edylem kurulnym. Według legendy, jako sprawujący wówczas nadzór nad robotami publicznymi i odpowiedzialny za budynki publiczne, policzył gwoździe wbijane corocznie w jedną z kolumn Świątyni Jowisza, ustalając tym samym jej wiek.